# Kleblach-Lind
Kleblach-Lind – gmina w Austrii, w kraju związkowym Karyntia, w powiecie Spittal an der Drau. Według Austriackiego Urzędu Statystycznego liczyła 1179 mieszkańców (1 stycznia 2017 roku).